# My Lonely Town
MY LONELY TOWN – czterdziesty siódmy singel japońskiego zespołu B’z, wydany 14 października 2009 roku. Osiągnął 1 pozycję w rankingu Oricon i pozostał na liście przez 13 tygodni, sprzedał się w nakładzie 231 114 egzemplarzy. Singel zdobył status platynowej płyty.

## Lista utworów
| Nr | Tytuł                                                                     | Czas |
| -- | ------------------------------------------------------------------------- | ---- |
| 1. | „MY LONELY TOWN”                                                          | 3:38 |
| 2. | „Kirei na namida” (jap. 綺麗な涙)                                         | 4:14 |
| 3. | „Ichibu to zenbu -Ballad Version-” (jap. イチブトゼンブ -Ballad Version-) | 3:22 |

## Muzycy
- Tak Matsumoto: gitara, kompozycja i aranżacja utworów
- Kōshi Inaba: wokal, teksty utworów, aranżacja
- Shane Gaalaas: perkusja (#1-2)
- Barry Sparks: gitara basowa (#1-2)
- Akira Onozuka: fortepian (#2)
- TAMA Strings Music: instrumenty smyczkowe (#1-2)
- KOZUE HAYASHI: instrumenty smyczkowe (#1-2)
- Terachi Hideyuki: aranżacja

## Notowania
| Lista                        | Pozycja |
| ---------------------------- | ------- |
| Oricon Weekly Singles Chart  | 1       |
| Oricon Monthly Singles Chart | 1       |
| Oricon Yearly Singles Chart  | 20      |
| Billboard Japan Hot 100      | 1       |